# Distretto di Xinluo
Il distretto di Xinluo (新罗区S, Xīnluó QūP) è un distretto della Cina, situato nella provincia del Fujian.